# 소류 아스카 랑그레이
소류 아스카 랑그레이(일본어: 惣流・アスカ・ラングレー 소류 아스카 란구레[*], 2001년 12월 4일 ~ )는 일본의 애니메이션 《신세기 에반게리온》과 그 각종 미디어 믹스에 등장하는 가공의 캐릭터로, 애니메이션에서의 성우는 미야무라 유코이다. 한국어 더빙은 비디오판의 경우 지미애, 게임 〈강철의 걸프렌드〉에서는 정미숙이 맡았다. 국내 비디오판 이름은 에레나 랭글리.
설정상 나이는 등장 당시 14세, 혈액형은 A형이며 에반게리온 이호기 파일럿 ‘세컨드 칠드런’이다. 이름의 유래는 구 일본 해군의 어소함(御召艦)인 소류 (초대), 항공모함 소류 (두 번째)와 미국 해군 항공모함 랭글리 (CV-1), 랭글리 (CVL-27)(다만 전자는 침몰시에는 수중기모함), 및 와다 신지의 만화 '초소녀아스카'의 주인공인 사키 아스카에서 유래되었다고 한다. 또한 아스카(アスカ=明日, 내일)의 엄마 이름은 쿄코(キョウコ=今日, 오늘)로, 일종의 언어 유희이다.

## 캐릭터의 성격
이상하리만치 자존심이 세고 절대로 지기 싫어하며 자의식이 너무 강한 성격이다. 사교성은 다른 파일럿과 비교하면 높다.
에바 싱크로용(用)의 인터페이스 헤드셋을 머리에 항상 쓸 정도로 에바 파일럿의 적격자 칠드런이라는 것에 얽매인다. 하지만 신지에게 싱크로율을 추월 당한 것이 방아쇠가 되어서 갈 수록 자신을 잃고 사도에게 패배하는 것으로 자신의 존재이유를 잃는다. 초호기가 동결되었을 때 나온 제15사도인 아라엘과의 전투에서 사도에게 공격을 받고 강한 정신오염을 받았을 때의 대응을 보고서 특무기관 네르프라는 조직이 자신의 가치를 아야나미 레이보다도 낮게 보고 있다고 느끼고 자포자기한다. 에바 싱크로율은 한자리수(극중 표현으로는 두자리수가 안 됨)까지 내려가는 상태에 이르고 2호기의 기동을 하지 못하게 된다. 게다가 카지의 죽음을 알고 마음을 의지할 곳이 없어져버린 아스카는 침대에 누워있을 뿐인 폐인이 되어버렸다.
에바 접촉 실험의 실패로 인한 후유증으로 자신을 못 알아보고 인형을 자신으로 착각하고 있던 어머니의 마음을 되돌리려고 노력한 과거가 있다. 하지만 엄마가 자살한 것이 깊은 트라우마가 되어서 '더는 울지 않아.' '누구한테도 지지 않아.'와 같은 결심을 해서 주위로부터 필요있다는 가치를 느낄 수 있는 내가 되어야 한다는 일종의 강박관념을 마음 속에 지니고 있어서 연약함과 종이 한장 차이인 강함을 가진 인격을 형성하기에 이르렀다.
아스카의 목소리를 낸 성우 미야무라 유코는 아스카에 대해서 '요즘 하는 말로 하자면 츤데레다. 이성 중에서 걱정되는것은 신지 뿐이지만 그것을 겉으로 표출하는 것을 할 수 없다''라고 평했다. 한편 극중후반에서의 정신붕괴의 정도랑 에바양산형과 전투를 할 때 소름끼치는 모습을 보여주는 표정, 추가된 장면에서 나오는 인류보완계획 중에 토로한 신지를 향한 독점적인 집착등에서 볼 때 '(츤데레보다는) 얀데레지'라는 지적도 있다. 『얀데레대전』(출판사:インフォレスト)에서는 아스카를 '전반부에서는 츤데레, 후반부에서는 얀데레(의 모습을 보여준다)'라고 시간에 따라서 설명하고 있다.
버릇으로 하는 말인 'あんたバカぁ?'(너 바보니?)는 당시에 있어서 상당히 높은 인기를 누렸으며 이 말이 화제와 오르면서 성우인 미야무라 유우코의 명대사 로도 정착되었다.

## 인간 관계
주석이 있는 경우를 제외하고는 주로 원작(아니메(애니메이션)판)의 대인관계를 기록한다.

### 이카리 신지
유니존 특훈(제7사도 이스라펠)때부터 미사토네 집에서 같이 살기 시작한 신지에 대해서는 바보라는 태도를 버리지 않으면서도 또래의 이성으로 의식하는 자세와 말투도 보인다. 부를 때는 '신지' 또는 '바카신지'(바보 신지),아빠덕 이라고 부른다.
제8사도인 산달폰과의 싸움에서 이기자마자 그대로 추락할 때 어떠한 보호 기구도 갖추지 않은 채(화산 안에서 싸우고 있었음.) 도와주러 온 초호기에 대해서는 '무리하고 있어'라며 웃는 얼굴을 보여주었다. 미사토와 카지의 관계가 다시 나아질 때는 '할 일 없어서'라는 명목으로 자기가 신지한테 들이대서 키스했다.
제14사도인 제르엘과의 싸움에서 2호기와 0호기가 완패한 전후, 신지의 싱크로율이 아스카보다 높아진 것을 계기로 관계가 결정적으로 악화된다. 이후부터 극장판까지 신지에게 애증이 섞인 모습을 보여주며 일종의 이상한 적개심과 도착을 보여주기 시작하게 되고 보완계획이 한창일 때의 대화에서는 홀로 차지하고자하는 욕구를 젼면에 내세우는 회상장면을 보여준다.
리뉴얼판 추가신등을 중심으로 보여지는 아스카의 회상장면(만나지 얼마 되지 않았을 때부터 끌렸던 장면, 위의 키스를 포함해서 서투른 도착을 하고 있던 것 등), 신지의 애매한 태도는 온도차를 심화시켜서 아스카를 상처입히고 갈망하지만 결국 반발하게 되며 나중에 처참하게 주고받는 것으로 이어지게된다.

### 아야나미 레이
같은 에바 파일럿인 레이를 '우등생', '인형' 혹은 '퍼스트'라고 부르며 적대시한다. 또 레이가 아스카를 '2호기 파일럿'이라고만 인식하는 태도에 대해 의문도 느끼고 있다.
제 13사도(발디엘)와 전투를 끝낸 후에는 유일하게 병원 안에서 신지의 상태에 대해서 자연스럽게 이야기를 주고받은 적이 있다. 제 22화에서는 둘이서 엘리베이터안에 있었으며 레이가 '마음을 열지 않으면 에바는 움직이지 않아.'라고 말하자 당시 정신적인 여유가 없었던 아스카는 매우 화를 내서 뺨까지 때렸으며 두 사람의 안그래도 서먹서먹했던 관계는 더욱 악화되었다.
레이와 신지의 관계를 신경쓰는 듯하는 면이 있으며 12화등에서는 두 사람의 관계를 간접적으로 묻는듯한 장면이 있다. 0호기와 초호기의 파일럿 상호 테스트 실험을 할 때도 신지가 '아야나미의 냄새가 난다.'라고 말했을 때 무의식적으로 질투심을 보이기도 했다. 리뉴얼판 22화에서는 승강장에서 얘기하는 두 사람을 보면서도 '원래 생활에 녹아 들어가긴'(元の鞘)이라고 혼잣말을 해서 이전부터의 불쾌감을 나타내고 있다.

### 카츠라기 미사토
미사토는 아스카와 같이 살면서 동시에 보호자이기도 하다. '미사토'라고 경칭을 붙이지 않고 이름만 부른다. 아스카가 일본에 온 후에 미사토의 집에서 신지와 같이 살게 되었다. 아스카는 카지 료지와 미사토의 관계를 껄끄럽게 여기고 있으며 나중에는 미사토에게 혐오감을 드러내게 된다.

### 카지 료지
매우 좋아한다.(연기(성우)를 한 미야무라에 의하면 엄마의 트라우마에게서 벗어나서 빨리 어른이 되기를 원한다. 그 때문에 인형놀이를 하기도 한다. 밑에서 나오는 시키나미 아스카는 카지에 대한 관심이 없다.) 그러나 카지 료지는 아스카를 아이라고 생각해서 진지하게 대하지는 않는다.

### 이카리 겐도
극중에서 직접적인 대화는 없지만 제15사도인 아라엘과의 싸움에서 겐도가 아스카를 구조한 이유도 아스카를 염려한 것이 아니라 "지금 2호기를 잃는 것은 좋지 않아."라는 대목에서 에반게리온을 구하기 위함이라고 볼 수 있다.

### 그 외의 인물
반 친구인 호라기 히카리와는 친구이다.
같은 반 친구인 스즈하라 토우지랑 아이다 켄스케와는 견원지간의 관계이며 이 둘과 신지를 합쳐서 '바보 트리오'라고 부르고 있다.
나기사 카오루와는 애니메이션에서는 직접적인 대면 및 교류는 없었으나 만화에서는 파일럿 자리를 놓고 경쟁하며 적대적 관계를 유지하고 있다.

## 줄거리

### 《신세기 에반게리온》
아스카는 독일인(3/4)과 일본인(1/4)의 혼혈로, 일본식 이름과 서구적인 외모(금발머리에 파란 눈)는 이 때문이다. 또한 독일에서 태어나고 자랐고, 법적으로는 미국 국적이다. 십대에 대학을 졸업, 학위를 가진 신동에 일본어도 유창하다.('とどのつまり'(결국, 필경), 'おちゃのこさいさい'(힘들이지 않고 쉽게 함)와 같이 일본어 특유의 뜻도 정확히 의미를 이해하고 말할 수 있다고 설정되어있다.) 하지만 한자는 잘 읽지 못하는데, 학교 성적이 좋지 않은 것은 이 때문이다. 극중에서는 성격이 유치하고 자존심은 높은데 이것이 뚜렷하게 드러난다. 네르프 관계자 말고는 본성을 아는 사람이 거의 없어서 학교에서는 아이돌적 존재이다. 일인칭 주어로 말할 때는 기본적으로 あたし라고 한다.
아스카의 엄마 소류 제플린 쿄코는 게히른 독일 지부 소속 과학자였으며, 아스카가 네 살 때 에바 이호기와 접촉 실험 도중 사고로 영혼이 이호기의 코어에 빨려들어갔다. 신체는 살아 있지만 영혼이 없는 쿄코는 미친 것 같은 상태가 되어 인형을 자기 딸로 알아보는 등 이상 증세를 보인다. 수용된 후 쿄코는 목을 매달아 자살하고, 에바 파일럿으로 선정되었다는 소식을 전하러 달려온 아스카는 엄마의 시체를 발견한다. 이 사건은 아스카에게 큰 트라우마로 작용하게 된다. 아빠는 전처 쿄코의 담당 의사와 재빨리 재혼흘 하고, 아스카도 새엄마를 받아들이지만 진짜 애정은 느끼지 못한다.
본격적인 출연은 TVA 8화 〈아스카, 오다〉(일본어: アスカ, 来日)에서 카지 료지, 에바 이호기와 함께 등장, 신지와 함께 제6사도 가기엘을 섬멸한다. 이후 제3신동경시로 와서 미사토, 신지와 동거하게 된다. 그 뒤로도 신지와 함께 제7사도 이스라펠을 섬멸, 아사마 산 분화구 내에서 제8사도 산달폰을 건져내고 섬멸, 제9사도 마타라엘전에서 방패막이를 자처하고, 제10사도 사하퀴엘전에서는 사도의 코어를 파괴하여 섬멸하는 등 활약하며, 특유의 밝은 성격과 신지와의 만담 콤비같은 모습으로 분위기 메이커 역할도 한다.
하지만 제12사도 렐리엘전에서 신지가 사도에게 집어삼켜졌는데도 아무것도 할 수 없었고, 제14사도 제루엘전에서는 사도의 공격으로 에바의 양팔과 머리가 날아가 패퇴한다. 이런 상황에서 전투에서도, 사생활에서도 얕보고 있던 신지에게 따라잡혔다는 사실에 아스카는 점점 스트레스가 쌓이고, 이와 맞춰 극의 분위기도 점점 어두워진다. 점점 좌절하던 아스카는 급기야 제15사도 아라엘에게 침식당해 어머니에 대한 트라우마가 드러나 자아가 붕괴, 폐인이 되어 버린다. 그리고 제16사도 아르미사엘전에서 싱크로율이 두 자리수 이하로 떨어져 에바를 조종할 수 없게 된데다 혐오하고 있던 레이에게 도움을 받았다는 수치심, 동경의 대상이었던 카지의 사망 등 여러 가지 악재가 겹쳐 마지막 정신적 기반도 파탄이 나 산송장이 되어 버리고 네르프 본부 내 303 병실에 수용된다.

### 《엔드 오브 에반게리온》
극장판 《엔드 오브 에반게리온》의 앞부분인 〈에어〉의 두 번째 장면부터 등장, 여전히 303 병실에 수용된 상태이다.
이때 레이가 자기 엄마의 복제인간이라는 것을 알게 된 데다가 자기 손으로 친구(나기사 카오루)를 죽였다는 사실에 정신붕괴를 일으킨 신지는 아스카에게 의지하려고 병실로 찾아와 "다시 자신을 바보라고 욕해 달라"며 아스카를 흔들던 도중 노출된 아스카의 가슴을 보고 자위 행위를 하는 지경에 이른다.
이윽고 겐도가 제레와 킬 의장을 거역하고 자신만의 인류보완계획을 획책함에 따라 제레는 네르프가 인류 멸망의 서드 임팩트를 일으키려 했다는 거짓 정보를 흘려 일본 전략 자위대가 네르프를 공격하게 한다. 파일럿의 목숨을 구하려고 한 미사토의 명령으로 아스카는 에바 이호기에 태워져 호수아래 가라앉혀지지만, 얼마 못 되어 자위대에 발각, 무자비한 폭뢰 공격을 받으면서 아스카는 죽음의 공포에 떤다. 그때 2호기의 코어에 잠들어 있던 어머니 쿄코의 영혼이 눈을 뜨고, 어머니의 존재를 느낀 아스카는 AT 필드의 의미를 깨달으며 각성, 자위대를 단숨에 궤멸시켜 버린다.
이에 제레는 양산형 에반게리온 5호기~13호기를 긴급히 투입한다. 자위대에 의해 언빌리컬 케이블이 절단되어 활동 가능 시간이 3분밖에 남지 않았음에도 불구, 아스카는 순식간에 양산형 에바 8기를 파괴한다. 그러나 마지막 양산기의 코어를 파괴하려는 순간 어디선가 날아온 복제 롱기누스의 창에 이호기의 머리가 꿰뚫림과 동시에 전원이 종료된다. 그리고 S2 기관이 내장되어 있는 양산기들이 다시 살아나 2호기를 철저하게 파괴하고 달려들어 뜯어먹고 내장을 잡아당기는 등 만행을 저지른다. 싱크로를 절단하지 않았기 때문에 고통이 그대로 전해져 미쳐버린 아스카는 눈을 희번득이며 2호기를 폭주시키지만, 나머지 8개의 롱기누스 창들이 날아와 에바 이호기의 몸체 곳곳을 꿰뚫음으로 2호기는 완전히 파괴된다. 이때 2호기의 팔이 찢어짐과 동시에 아스카의 팔이 찢어지는 연출이 있어 이후 아스카의 생사 논란을 불러오게 된다.
〈I need you〉의 마지막 장면에서 죽음의 세계가 된 지구의 붉은 바다의 해변에 신지와 아스카, 단 둘만이 남아 있다. 신지는 옆에 아스카가 있다는 것을 알고 아스카의 목을 조르지만 아스카는 신지의 뺨을 어루만지고 신지는 손의 힘을 푼 뒤 하염없이 운다. 그 모습을 본 아스카가 “기분 나빠.”라는 말을 하고 곧이어 흰바탕인 뿐인 장면이 나오며 우측 하단에는 종극(終劇)이라는 글자만 쓰여 있는 화면이 나오면서 《신세기 에반게리온》은 끝을 맺는다.

### 만화판
만화판에서는 아버지에 대해서는 정식으로 나와있지는 않으며 정자 은행에서 태어났다고 한다. 원래는 어머니가 남편과 아이를 낳을 수 없게 되자 그 결과로 남편이 다른 여성과의 사이에서 아이를 낳고 이혼까지 한다. 독일에 양어머니가 있으나 '겉으로만 사이가 좋다'고 한다. 신지에게는 자신의 출신에 대해 고백을 하거나 신지가 스스로 아스카에게 설교하는등 보다 자연스럽게 서로에게 허물 없이 지내고 있다.
(하지만 애니메이션판에서 시사한 신지에 대한 감정에 대해서는 아직까지 애매하다.) 애니메이션과 같이 심리적으로 막다른길에 몰렸으며 나기사 카오루의 조기 등장에 의해 에바파일럿으로서의 지위를 위협받고 있다는 생각이 미친 직후에 사도 아라엘의 정신공격에 의해 폐인이 된다.

### 신극장판
'에반게리온: 파'에 등장하는 아스카는 성이 式波(시키나미)로 바뀌었다. 신극장판의 '시키나미'(式波)에 대해서는 구 일본 해군의 구축함 중 시키나미형의 시키나미 (초대)-初代-가 있으며 아야나미형이라고도 불리는 후부키형 구축함특II형의 시키나미 (2번째), 해상자위대의 호위함에 아야나미형 호위함의 시키나미가 존재한다.
구작에서 등장한 소류라는 성의 아스카와는 다르게 네르프에도 학교에서도 공격적인 성격을 숨기는 일을 하지 않는다. 혼자서 있는 것을 좋아하고 사적인 일을 할 때는 원더스완을 갖고 노는 신이 많다. 또 카지 료지에 대해서 특별한 감정을 갖고 있지 않고 '파'에서는 두 사람간의 대화 신은 전혀 없었다.
유럽 공군 에이스로 계급은 대위이다. 제8사도와의 싸움등을 거쳐서 신지 쪽의 견해랑 인생관이 바뀌어서 다른 사람과 만나서 웃을 수 있는 것이 가능하게 된 자신을 발견한다. 원래는 레이를 '사령관 백', 신지를 '낙하산(DVD에서는 '부모 덕)'이라고 부르며 깔보았다. 이사 초기에는 자기 방을 쓰며 '나는 특별해', '혼자서 하는 수밖에 없어'라며 스스로에게 말을 거는 신이 있었다. 또한 인형이 있는데 이 인형은 3호기 테스트를 할 때도 대기실에 가져갔으며 'ASUKA'라는 자수가 새겨져있다.
제8사도와 싸운 후 혼자서는 아무것도 할 수 없다는 것을 인정하고 신지를 '바보 신지'라고 부르고 자신을 '아스카'라고 부르는 것을 허락했다. 또한 레이에게도 도시락을 건네는 신지의 모습을 보고 노골적으로 질투하는 모습을 보여주며 신지가 좋아하는 음식 맛을 만드려고 하는 등 신지에게 호의와 독점욕을 보여주려고 했다. 카지에게는 흥미를 보이고 있지 않다. 본부 엘리베이터 내에서 레이와 대화를 할 때는 '이카리 사령관 말만 듣는 인형'이라고 생각했던 레이가 신지에게 진지한 마음을 가지고 있다고 생각하게 된다. 그 후 레이가 신지와 겐도의 화해를 위해 식사를 같이 하려고 한 날에 에바 3호기 테스트 실험을 하는 것을 알고 스스로 3호기의 실험 파일럿을 하겠다고 자원한다. 3호기 탑승 직전에는 자신은 고고하게 태어났지만 다른 사람과 만나는 것도 나쁘지는 않다는 생각을 미사토에게 밝혀준다. 테스트 직전에는 엔트리 플러그에서 미소지으며 '나도 이제 웃을 수 있어'라고 중얼거린다. 하지만 바로 그 직후 3호기는 제9사도에 의해 침식 당해서 더미시스템 제어로 바뀐 초호기에 의해 아스카가 탑승한 채로 사도로서 처리되었다. 그 후 생존이 확인되었고 신체에 침식 당한 흔적은 없어졌지만 정신 오염의 위협이 있다는 이유로 격리되어서 그 후로는 등장하지 않고 있다.
'Q'의 예고편에서는 왼쪽 눈에 안대를 하고 있으며 파에서 입고있던 것과는 약간 다른 플러그 슈츠를 입고 있으며 파란 하늘을 배경으로 웃는 얼굴을 하며 등장했다.

## 그 외
- 제22화에서 아스카가 짓밟은 원숭이 봉제인형은 미야무라 유우코의 일러스트를 기본으로 디자인한 것이다.
- 원래 설정에서는 금발에 파란 눈이었지만 그것을 따를 경우에 실제로 칠해지는 색은(당시 채색 기술의 한계로 인해) 황색이나 황토색으로 되었으며 특히 TV판에서는 외견이 더럽게 되기 때문에 갈색으로 변경되었다. 색에 대한 걱정이 없는 코믹스판(만화)에서는 설정에 충실하게 금발로 되어있다. 또 신극장판에서는 TV 애니메이션판에 비해 보다 엷고 밝은 갈색으로, 보기에 따라서는 어두운 금색으로 보이게 그려졌다.

## 주해
1. ↑  안타 바~카~?라고 해서 보통 사람이 말하는 것에 비해 억양이 특이하다.
2. ↑  영어판 제목은 "Asuka Strikes!". 아스카의 테마곡의 제목이기도 하다.
3. ↑  이때 아스카는 움직일 수는 없었지만 의식은 있는 상태였다.
4. ↑  신지는 〈진심을 그대에게〉에서 자신의 내면 세계에서 만난 아스카의 목도 조른다. 이것은 상대방에게 버림받는 것을 두려워한 나머지 상대방을 공격하는 것이다.

## 같이 보기
- 신세기 에반게리온의 등장인물 목록